# Carloto Cotta
 (mai 2018).
Carloto Cotta, né le 31 janvier 1984 à Paris, est un acteur portugais.

## Biographie

### Jeunesse
Carloto Cotta est né à Paris le 31 janvier 1984, il a grandi à Lisbonne et à l'âge de 15 ans, il a commencé sa formation d'acteur à l'Escola Profissional de Teatro de Cascais.

### Carrière
Il a fait ses débuts au cinéma en 2003 dans le film 31 de Miguel Gomes.
Depuis, Carloto est régulièrement présent dans le cinéma portugais. Il attire l'attention de la critique et du public avec son rôle principal dans le court métrage Arena sorti en 2009, qui remporte la Palme d'Or au Festival de Cannes. Carloto Cotta a acquis une reconnaissance internationale avec sa performance dans Tabu sorti en 2012.
Il est connu internationalement pour ses rôles dans Diamantino, Frankie et You Won't Be Alone, ainsi que dans Élite de Netflix.

## Filmographie

### Cinéma

#### Longs métrages
- 2004 : La Gueule que tu mérites (A Cara que mereces) de Miguel Gomes : Texas
- 2005 : Odete de João Pedro Rodrigues : Alberto
- 2005 : Fin de curso de Miguel Marti : Carloto
- 2007 : O Capacete dourado de Jorge Cramez :
- 2008 : Nuit de chien de Werner Schroeter : le garde mobile
- 2008 : 4 Copas de Manuel Mozos : le garde mobile
- 2009 : Mourir comme un homme (Morrer como um Homem) de João Pedro Rodrigues ; Carlos
- 2009 : La Religieuse portugaise (A Religiosa portuguesa) d'Eugène Green : Dom Sebastião
- 2009 : Como Desenhar um Círculo Perfeito de Marco Martins : garçon à la fête
- 2010 : Mystères de Lisbonne (Mistérios de Lisboa) de Raoul Ruiz : Dom Álvaro de Albuquerque
- 2011 : Demain ? de Christine Laurent : Angel Falco
- 2012 : Paixão de Margarida Gil : Gian Luca Ventura
- 2012 : Tabou (Tabu) de Miguel Gomes : Gian Luca Ventura
- 2012 : Les Lignes de Wellington (As Linhas de Terras Vedras) de Valeria Sarmiento : Pedro de Alencar
- 2013 : Bairro de Jorge Cardoso, Lourenço de Mello, José Manuel Fernandes, Ricardo Inacio : Batman
- 2014 : Olvidados de Carlos Bolado : Marco
- 2015 : Les Mille et Une Nuits (As Mil e uma noites) de Miguel Gomes : le traducteur / Careto / le rameur
- 2015 : Montanha de João Salaviza : Gustavo
- 2016 : Zeus de Paulo Filipe : Norberto Lopes
- 2017 : Contre ton cœur (Colo) de Teresa Villaverde : l'homme dans la serre
- 2018 : Diamantino de Gabriel Abrantes et Daniel Schmidt : Diamantino Matamouros
- 2019 : Frankie d'Ira Sachs : Tiago Mirante
- 2020 : Luz nos tropicos de Paula Gaitan :
- 2020 : Campo de sangue de João Mário Grilo : lui
- 2021 : Journal de Tûoa (Diaros de Otsoga) de Maureen Fazendeiro et Miguel Gomes : Carloto
- 2022 : You Won't Be Alone de Goran Stolevski : Boris
- 2023 : Amelia's Children de Gabriel Abrantes : Edward / Manuel
- 2024 : Estamos no ar de Diogo Costa Amarante : Vitor
- 2024 : Cândido de Jorge Paixão da Costa : Agent Gaspar
- 2024 : Banzo de Margarida Cardoso : Afonso

#### Courts-métrages
- 2003 : 31 de Miguel Gomes : Mitra n°1
- 2006 : The End de Vitor Candeias
- 2006 : Aqui estou eu de Jaime Freitas
- 2008 : La Petite mort de Nuno Ramos
- 2009 : Arena de João Salaviza : Mauro
- 2009 : L'Arc-en-ciel de David Bonneville : Mauro
- 2009 : Soy un hombre sincero de Jaime Freitas : Roberto
- 2010 : Carne de Carlos Conceição : Jésus-Christ
- 2010 : Handicap d'Iris Reis : l'Ecossais
- 2010 : Senhor X de Gonçalo Galvão Teles : un collègue
- 2012 : Fratelli de Gabriel Abrantes et Alexandre Mel
- 2014 : Em cada lar perfeito um coração desfeito de Joana Linda
- 2015 : Los Barcos de Dominga Sotomayor Castillo
- 2016 : The Hunchback de Gabriel Abrantes et Ben Rivers : le bossu
- 2018 : Como Fernando Pessoa salvou Portugal d'Eugène Green : Fernando Pessoa / Alvaro de Campos
- 2020 : Moço de Bernardo Lopes : Zé
- 2023 : Nobody de Marcela Jacobina : @_santo84

### Télévision

#### Séries télévisées
- 2003 : Lusitana paixão d'Isabel Medina et Francisco Moita Flores : le collègue de Miguel
- 2007 : ilha dos amores de Maria João Mira et André Ramalho : Miguel Valente
- 2008-2009 : Flor do mar de Maria João Mira, André Ramalho et Antonio Barreira : Ricardo
- 2009-2010 : A Minha Familia : João Teixeira
- 2010 : República : jeune officiel (épisode As Armas de Jorge Paixão da Costa)
- 2010 : Laços de Sangue : André
- 2011 : Libertade 21 : Bernardo (saison 2, épisode 13)
- 2013 : Submersos de Filipe Homem Fonseca : Paulo
- 2014 : O Bairro : Batman
- 2015-2016 : Santa Barbara : Fernando Beltrão
- 2016-2017 : Mata Hari de Julius Berg, Dennis Berry et Olga Ryashina : Rastignac
- 2017 : A Impostora d'Antonio Barreira : Matias
- 2018-2019 : A Teia d'André Ramalho : Jaime Rosa Neto
- 2019-2020 : Prisioneira de Maria João Mira : Omar Maluf
- 2020 : Ca por casa d'Eduardo Rodil : Gregorio (saison 4, épisode 21)
- 2022-2023 : Élite : Cruz Carvalho (saisons 5 à 7 - 13 épisodes)
- 2024-2025 : O americano d'Ivo Ferreira (mini-série) : Tonton (6 épisodes)
- 2025 : De parfaites demoiselles (Manual para señoritas) : Marquis de Bayona (8 épisodes)
- 2025 : Casa-abrigo de Márcio Laranjeira (mini-série) : Frederico

#### Téléfilms
- 2010 : O Dez : João (segment Cara ou Coroa)

### Clip
- 2007 : Mexican Summer de Marissa Nadler, réalisé par Joana Linda